# Pietrasanta
Pietrasanta ist eine italienische Kleinstadt mit 22.788 Einwohnern (Stand: 31. Dezember 2023) in der Provinz Lucca in der nördlichen Toskana.

## Geografie
Pietrasanta liegt etwa 30 km nördlich von Pisa am Fuße der Apuanischen Alpen. Der am Meer gelegene Ortsteil Marina di Pietrasanta ist ein bekanntes Seebad.
Zum Gemeindegebiet gehören die Ortsteile Capezzano Monte, Capriglia, Strettoia (Montiscendi), Traversagna (Pollino), Vecchiuccio, Vallecchia, Solaio, Vitoio, Castello, Valdicastello, Crociale (Ponte Rosso), Africa (Pisanica), Macelli, Osterietta und Marina di Pietrasanta (Fiumetto, Tonfano, Motrone, Focette).
Die Nachbargemeinden sind Camaiore, Forte dei Marmi, Montignoso (MS), Seravezza und Stazzema.

## Geschichte

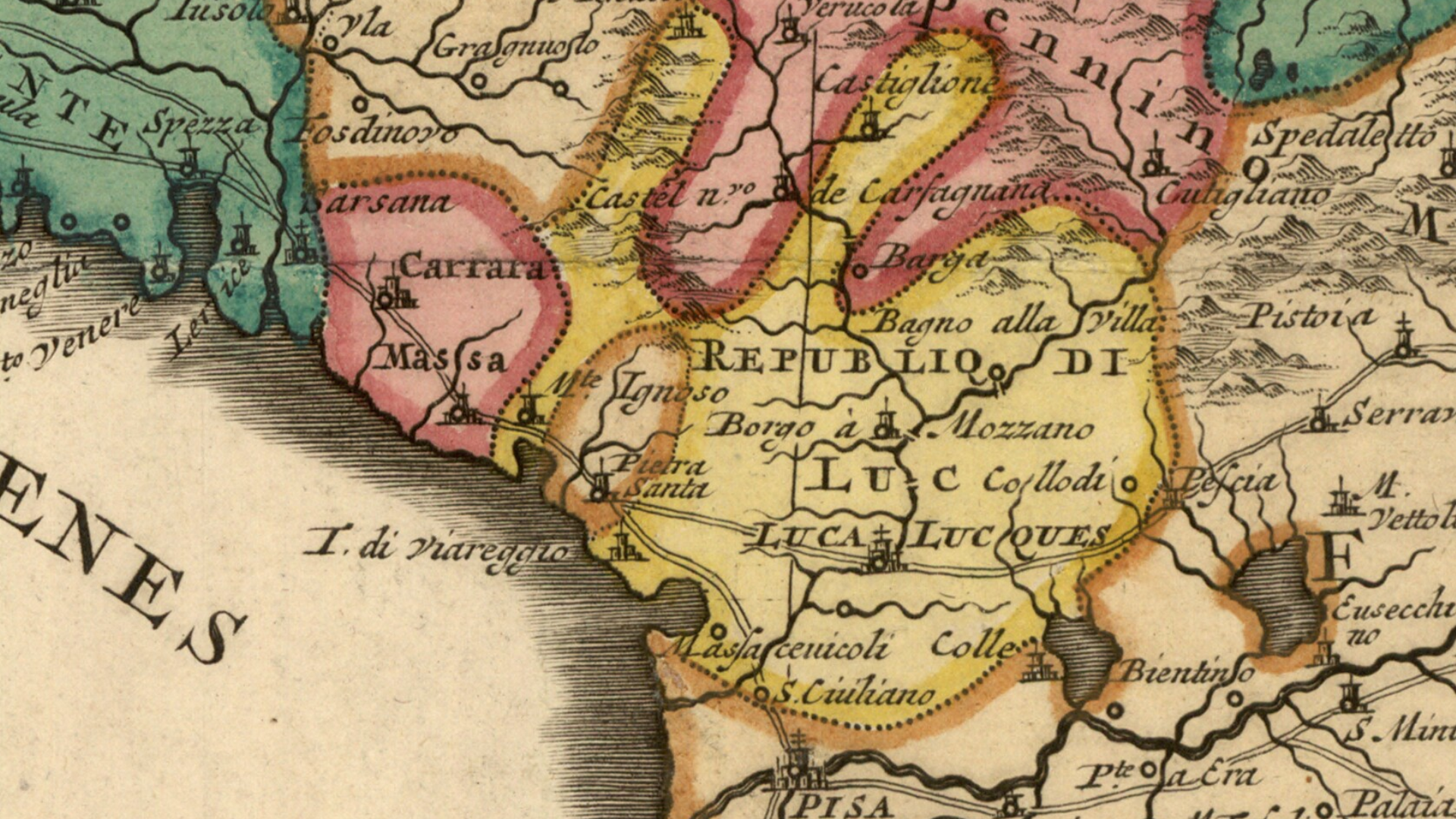
Das Gebiet von Pietra Santa auf einer Karte von Nicolas Sanson aus dem 17. Jahrhundert

Mauerreste weisen auf eine Besiedlung bereits in römischer Zeit hin. Als Gründungsjahr der Stadt gilt das Jahr 1255, als der Mailänder Guiscardo Pietrasanta, Namensgeber des Ortes, zu Füßen einer bereits bestehenden lombardischen Festung eine Siedlung errichten ließ. Im Mittelalter wechselte die Herrschaft mehrmals zwischen den Stadtstaaten von Genua, Lucca und Florenz. Nach einem Schiedsverfahren kam durch Beschluss von Papst Leo X. aus dem Hause Medici im Jahr 1513 Pietrasanta und sein Gebiet mit dem Hafen von Motrone – damals der einzige in der Versilia – an Florenz, unter dessen Herrschaft es bis zur Einheit Italiens blieb. Im 17. und 18. Jahrhundert folgte, unter anderem bedingt durch die Malaria, eine Periode des Niedergangs.
Leopold II., Großherzog der Toskana und Erzherzog von Österreich, förderte im 19. Jahrhundert den Wiederaufbau und schuf durch die Errichtung von Schulen für Steinmetze die wirtschaftliche Grundlage für den Wiederaufstieg zur früheren Bedeutung als Stadt des Marmors.

## Wirtschaft

### Marmorverarbeitung
Der Name Pietrasanta (italienisch pietra: Stein, santa: heilig) ist Programm. Tatsächlich kommt hier der Steinbearbeitung eine ganz besondere Bedeutung zu. In den in unmittelbarer Nähe gelegenen Marmorbrüchen von Carrara wird einer der weltweit besten Bildhauermarmore namens Statuario gebrochen, der in vielen Unternehmen in und um Pietrasanta weiterverarbeitet wird. Weniger reine, weiße und graue Varietäten des dort gewonnenen Marmors sind in Pietrasanta auch billiges und praktisches Baumaterial. Viele alltägliche Gegenstände wie Fensterbretter, Briefkästen, Bürgersteige, Elektro- oder Müllkästen bestehen in der Stadt aus feinstem weißen Marmor.

Eine Marmorwerkstatt

### Bildhauerei und Kunsthandwerk
Eine ganze Reihe von Steinmetzen,  Bildhauern und anderen Künstlern, die mit Stein arbeiten, haben sich hier angesiedelt.  Bekannte Künstler sind Fernando Botero, zugleich Ehrenbürger und Igor Mitoraj, dem die Stadt ein Museum gewidmet hat. Marmor ist jedoch nicht das einzige Material, das im Kunsthandwerk Verwendung findet. Viele Künstler, übrigens fast durchweg sehr betagte Italiener, arbeiten mit anderen Materialien, insbesondere mit Kupfer und mit Glas, mit dem kunstvolle Mosaike gelegt werden. Mehrere Gießereien bieten die notwendigen technischen Fähigkeiten für den Guss komplexer Kunstwerke. 
Die ansässigen Werkstätten haben zumeist einen ausgezeichneten, teilweise internationalen Ruf. Bekannte Persönlichkeiten wie Silvio Berlusconi und Papst Johannes Paul II. haben Statuen in Auftrag gegeben. Pikanterweise hatten seinerzeit George W. Bush und Saddam Hussein fast zeitgleich Aufträge an dieselbe Werkstatt vergeben.

## Sehenswürdigkeiten
- Der Dom San Martino wurde im 14. Jahrhundert an der Stelle einer früheren Kirche errichtet und im 17. und 19. Jahrhundert restauriert und verändert. Der Campanile stammt aus dem 16. Jahrhundert.
- Der Uhrturm wurde 1530–1533 errichtet, sein derzeitiges Aussehen erhielt er im Jahr 1860.
- Die Kirche Sant’Agostino, eine Klosterkirche der Augustiner-Chorherren, wurde im 14. Jahrhundert im romanischen Stil errichtet. Der Turm stammt aus dem Jahr 1780. Heute ist das Gebäude ein Kulturzentrum mit Bibliothek und Museum, in dem sich unter anderem das Werk Immacolata Concezione von Astolfo Petrazzi befindet.
- Am Domplatz stehen viele sehenswerte Palazzi, darunter der Palazzo Moroni aus dem 17. Jahrhundert, der heute das Archäologische Museum beherbergt, oder der Palazzo Panicchi aus dem 15. Jahrhundert.
- In der kleinen Kirche della Misericordia hat Fernando Botero 1993 zwei Fresken mit den Titeln La Porta del Paradiso und La Porta dell'Inferno gemalt, welche die Pforten zum Paradies und zur Hölle darstellen.

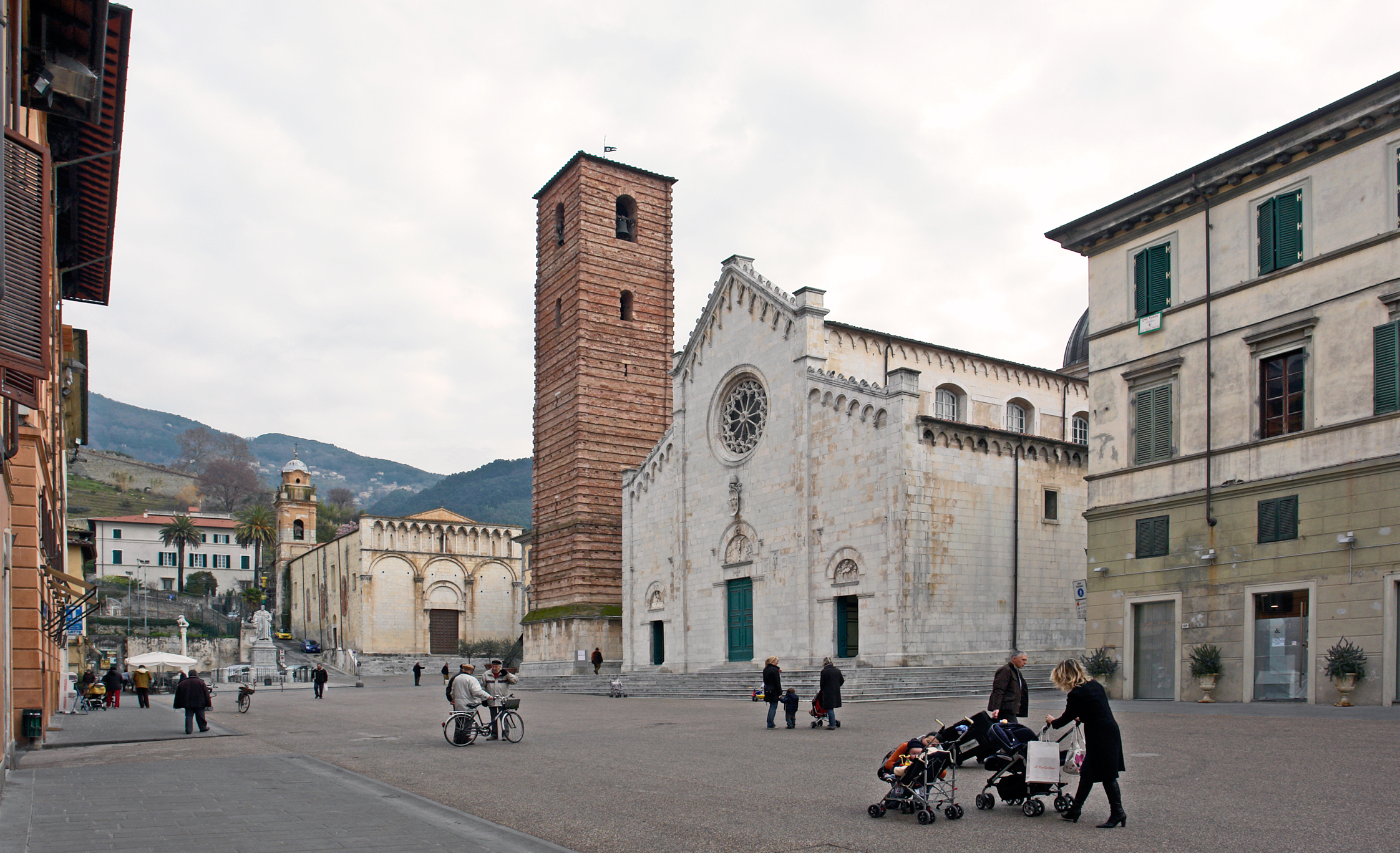
Dom San Martino und Camapanile
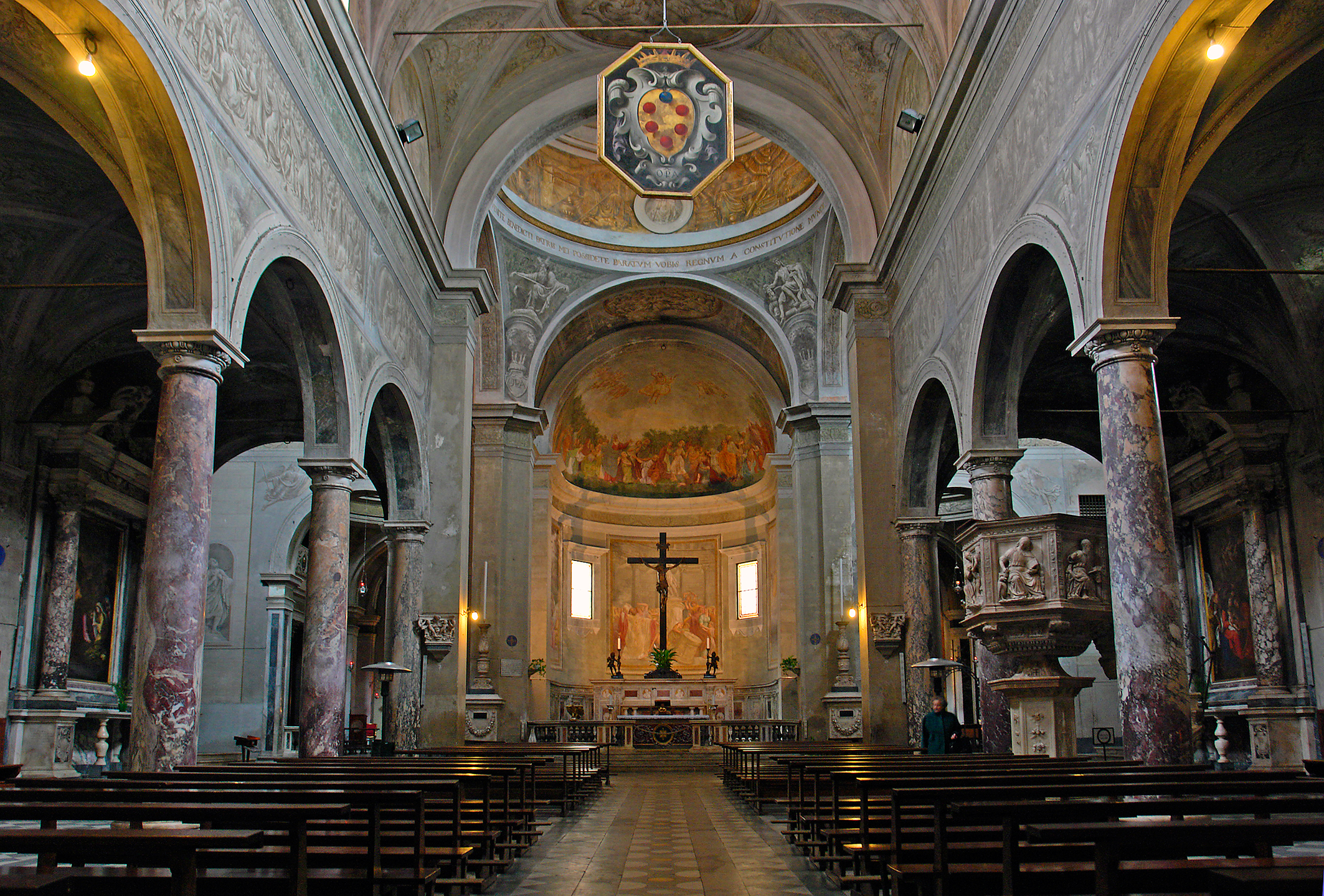
Dom, Innenansicht
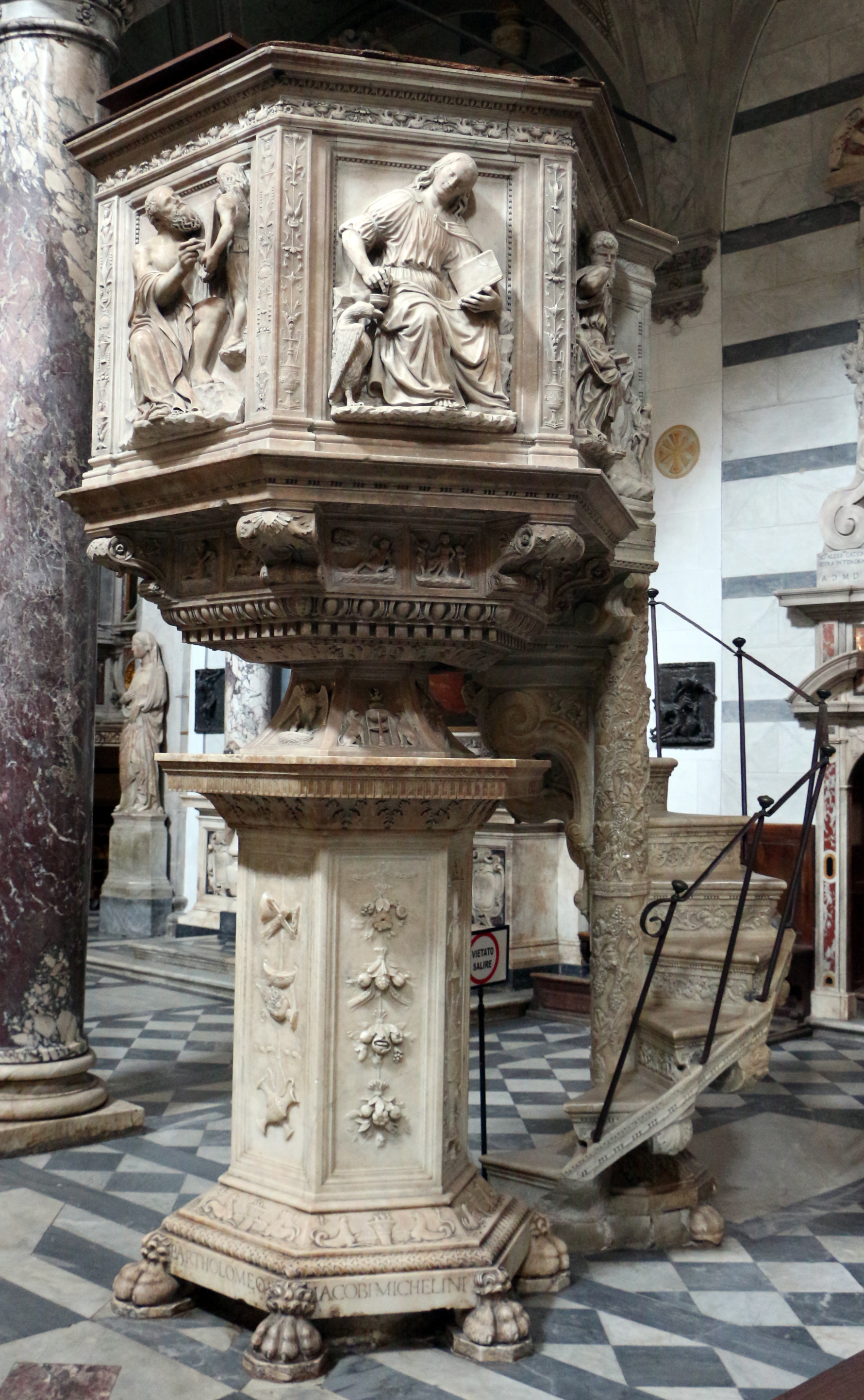
Kanzel aus Marmor im Dom
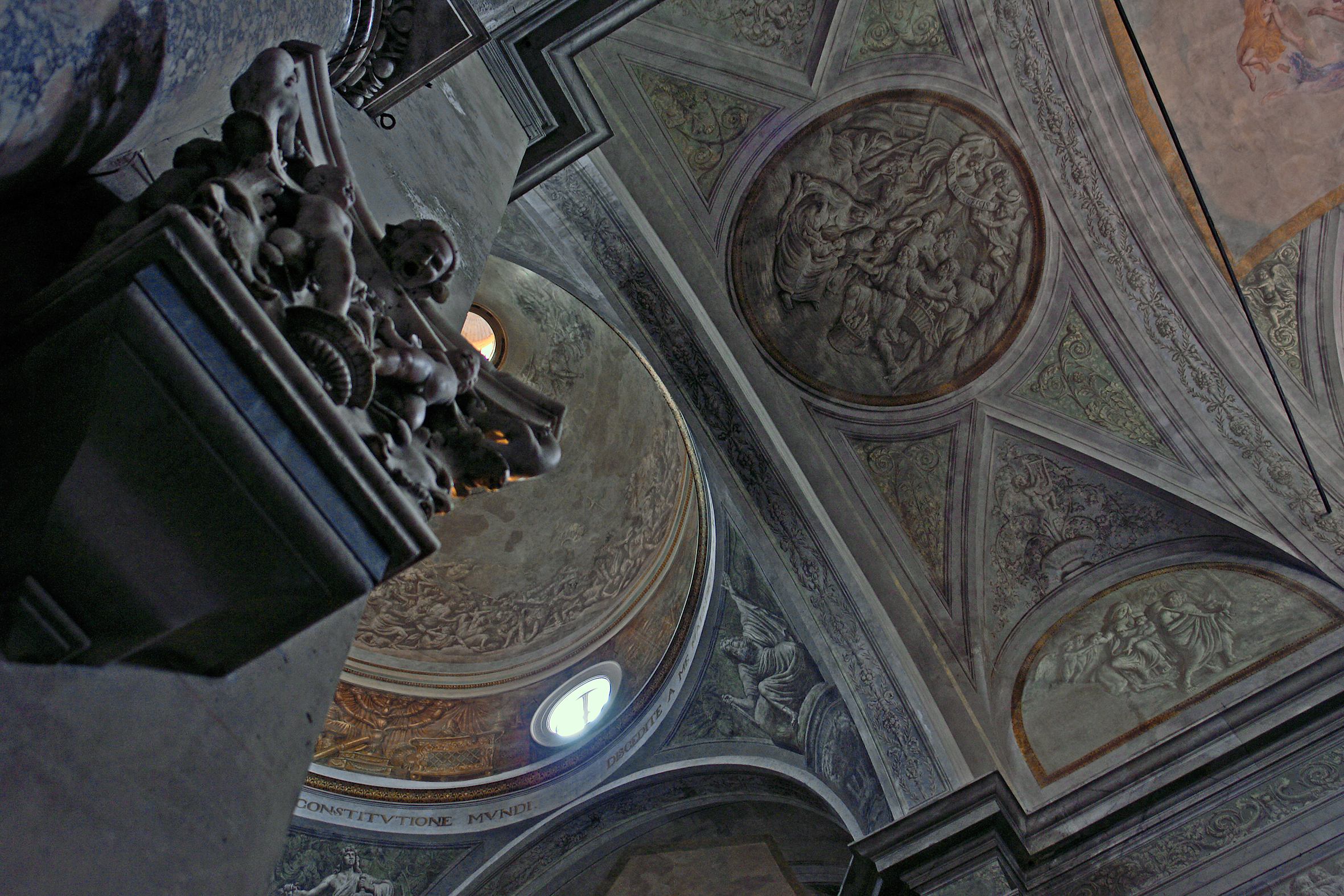
Dom, Kuppelblick
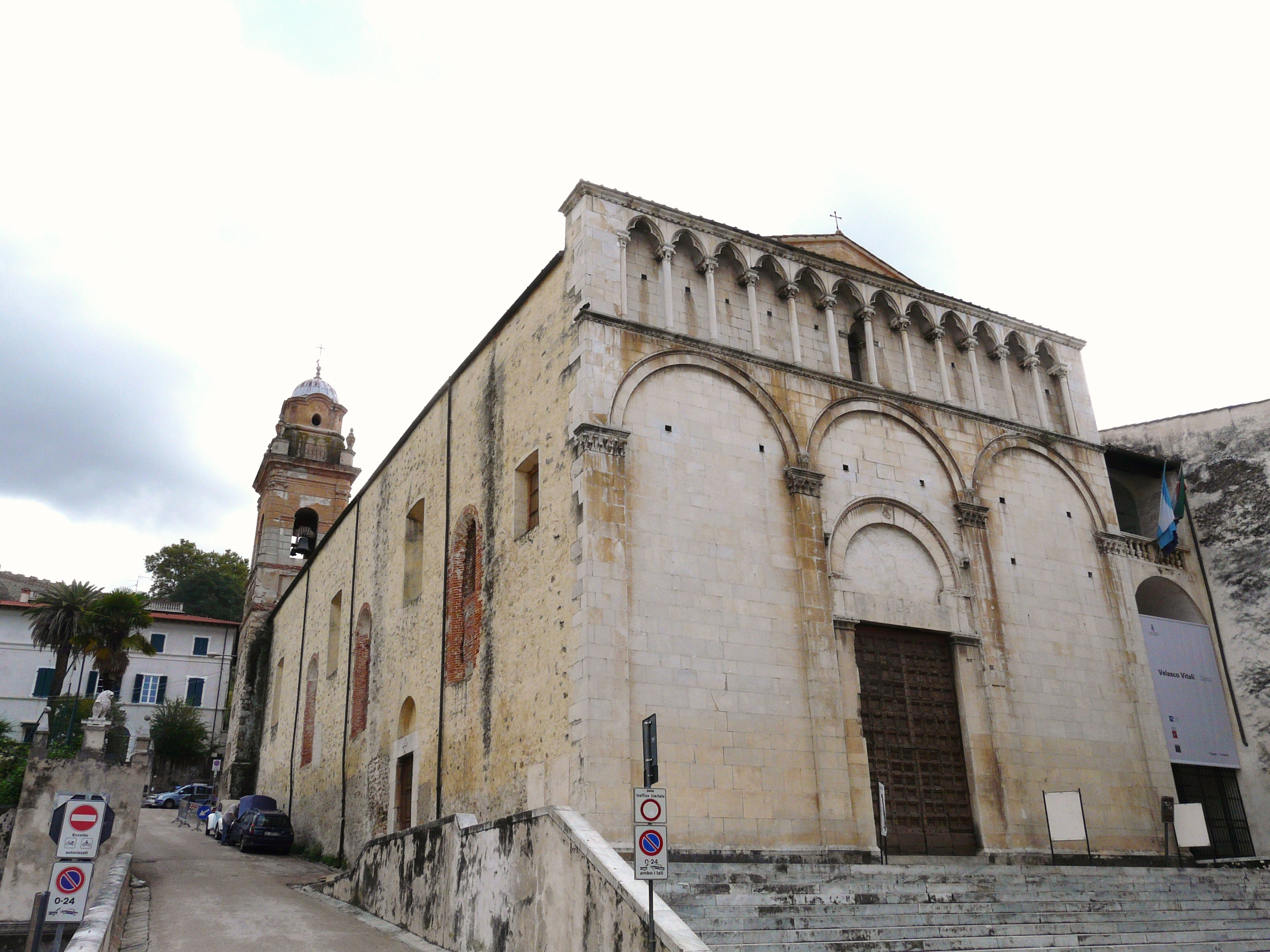
Die ehemalige Kirche Sant’Agostino
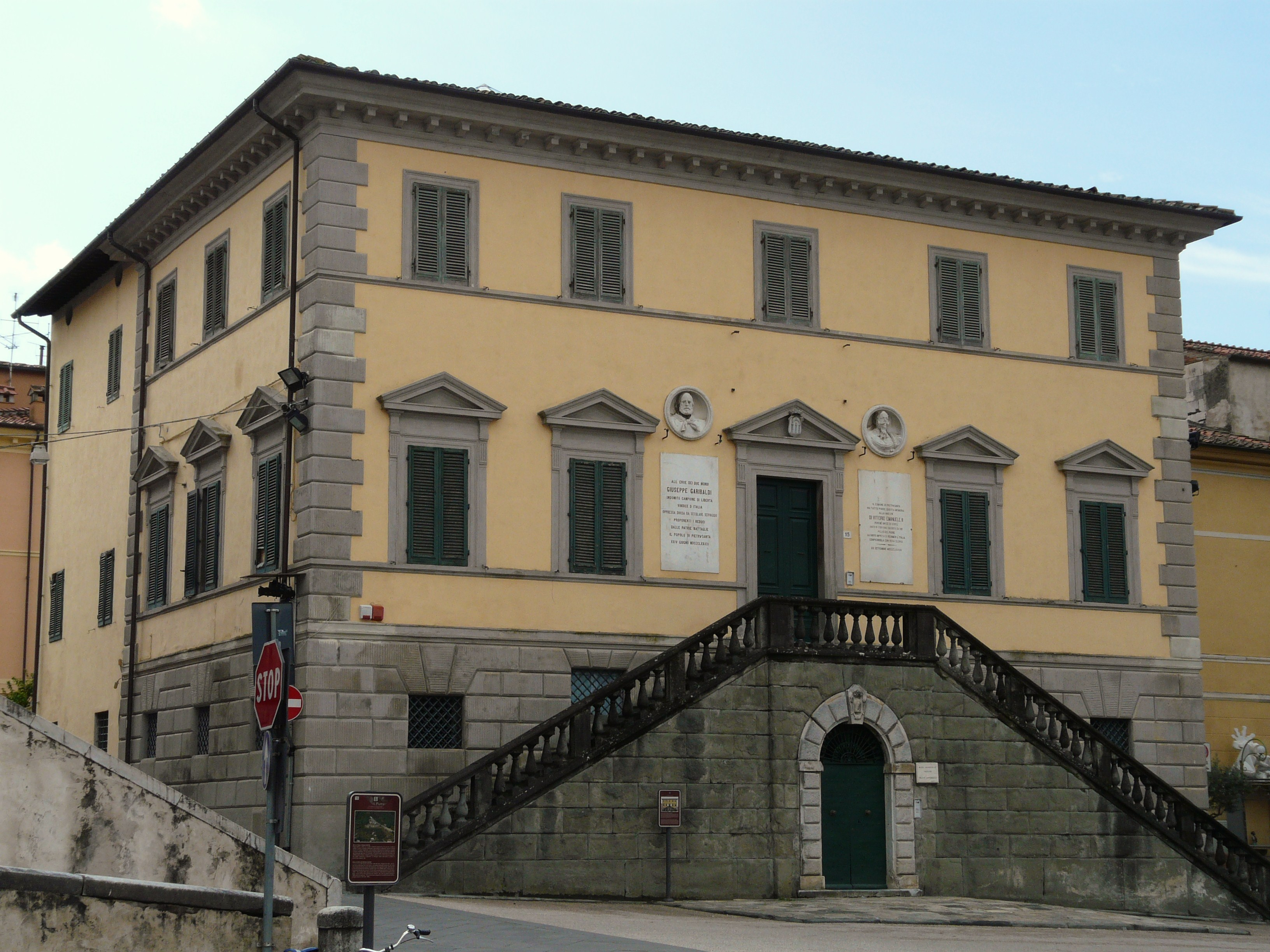
Palazzo Moroni
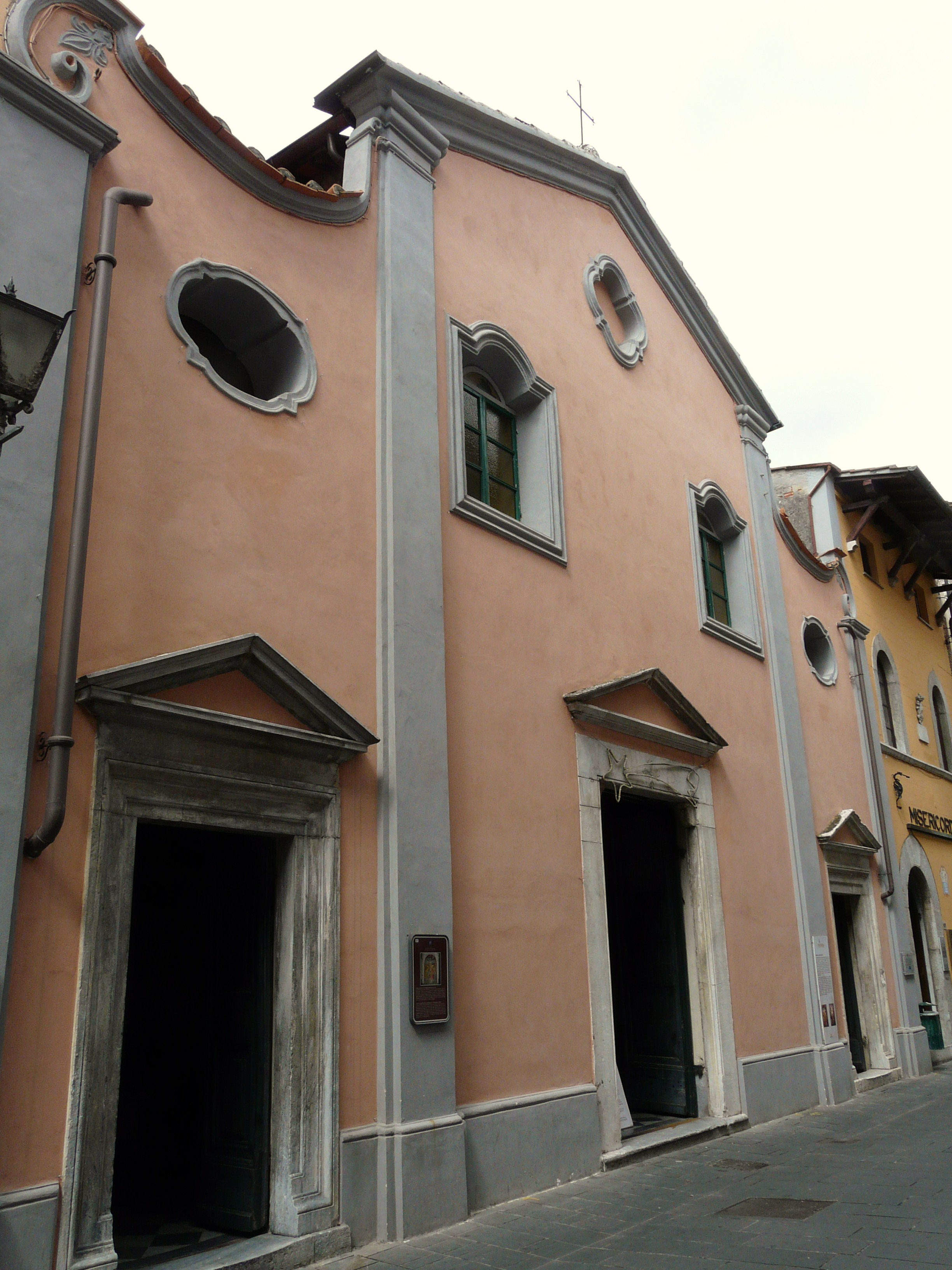
Chiesa della Misericordia
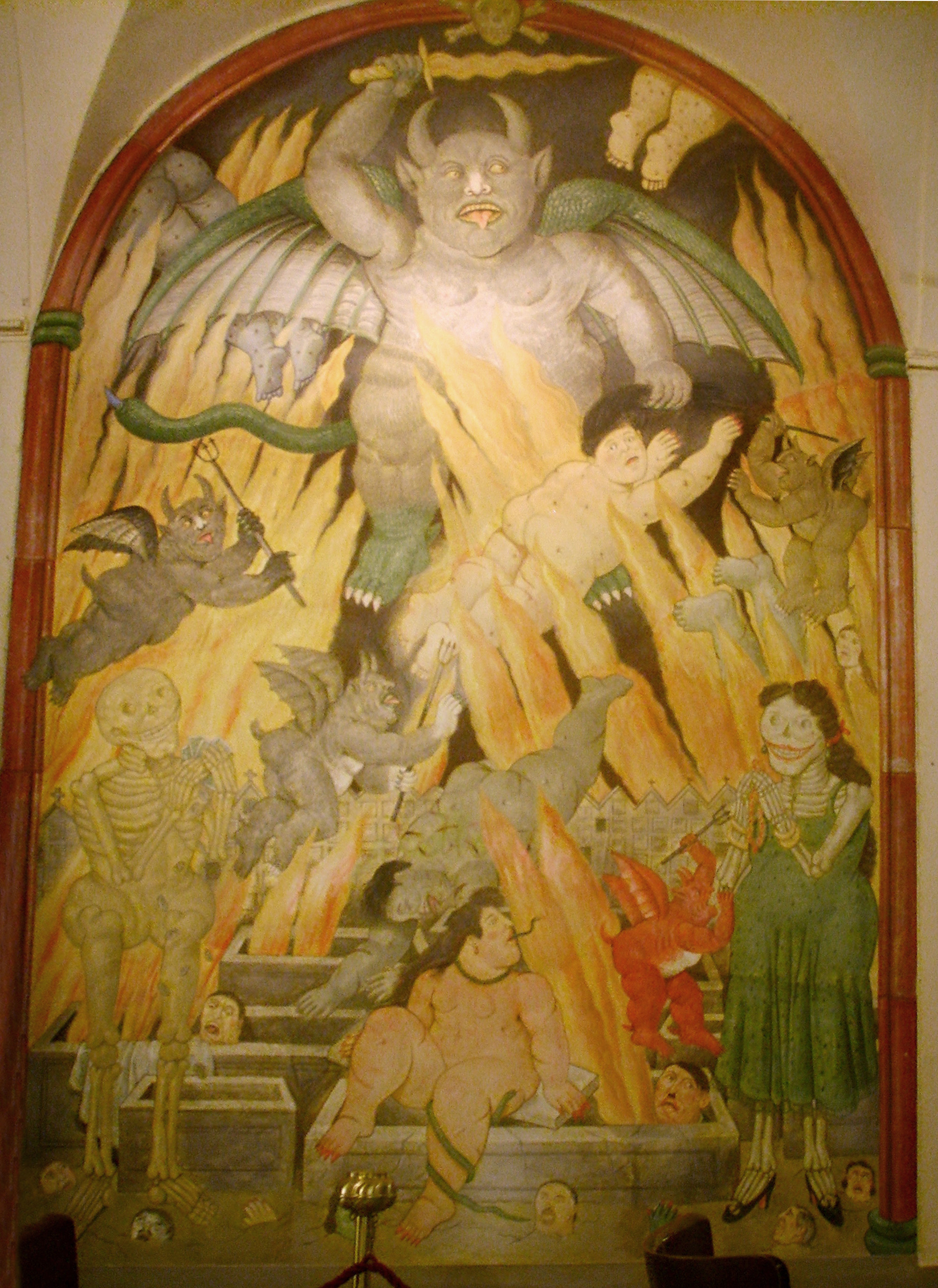
Höllen-Fresko von Fernando Botero

## Gemeindepartnerschaften
Pietrasanta unterhält Partnerschaften mit den folgenden Städten und Gemeinden:
| Stadt           | Land                        |
| --------------- | --------------------------- |
| Écaussinnes     | Belgien                     |
| Grenzach-Wyhlen | Deutschland                 |
| Montgomery      | Alabama, Vereinigte Staaten |
| Villeparisis    | Frankreich                  |
| Zduńska Wola    | Polen                       |

## Söhne und Töchter der Stadt
- Eugenio Barsanti (1821–1864), Ingenieur und Miterfinder eines Verbrennungsmotors
- Giosuè Carducci (Enotrio Romano; 1835–1907), Dichter und Literaturhistoriker, wurde im Ortsteil Valdicastello geboren; erhielt 1906 den Nobelpreis für Literatur
- Cesare Galeotti (1872–1929), Komponist, Dirigent und Pianist
- Carlo Ripa di Meana (1929–2018), Umwelt- und Europapolitiker
- Santino Spinelli, Künstlername Alexian (* 1964), Musiker und Komponist
- Nicola Vizzoni (* 1973), Olympiazweiter und Vizeeuropameister im Hammerwerfen
- Francesca Piccinini (* 1979), Volleyballspielerin
- Luca Tesconi (* 1982), Sportschütze
- Irene Fornaciari (* 1983), Sängerin
- Corinna Dentoni (* 1989), Tennisspielerin
- Giulio Donati (* 1990), Fußballspieler